# Bangkok Knockout
Bangkok Knockout (โคตรสู้ โคตรโส) è un film del 2010 diretto da Panna Rittikrai e Morakot Kaewthanee.

## Trama
Un gruppo di nove studenti di arti marziali partecipa e vince un provino che promette un lavoro come stuntman a Hollywood, ma dopo i festeggiamenti scoprono che non si trattava di un provino bensì di una serie di combattimenti illegali dove un gruppo di milionari scommettono con le vite dei familiari dei partecipanti.